# Вінок

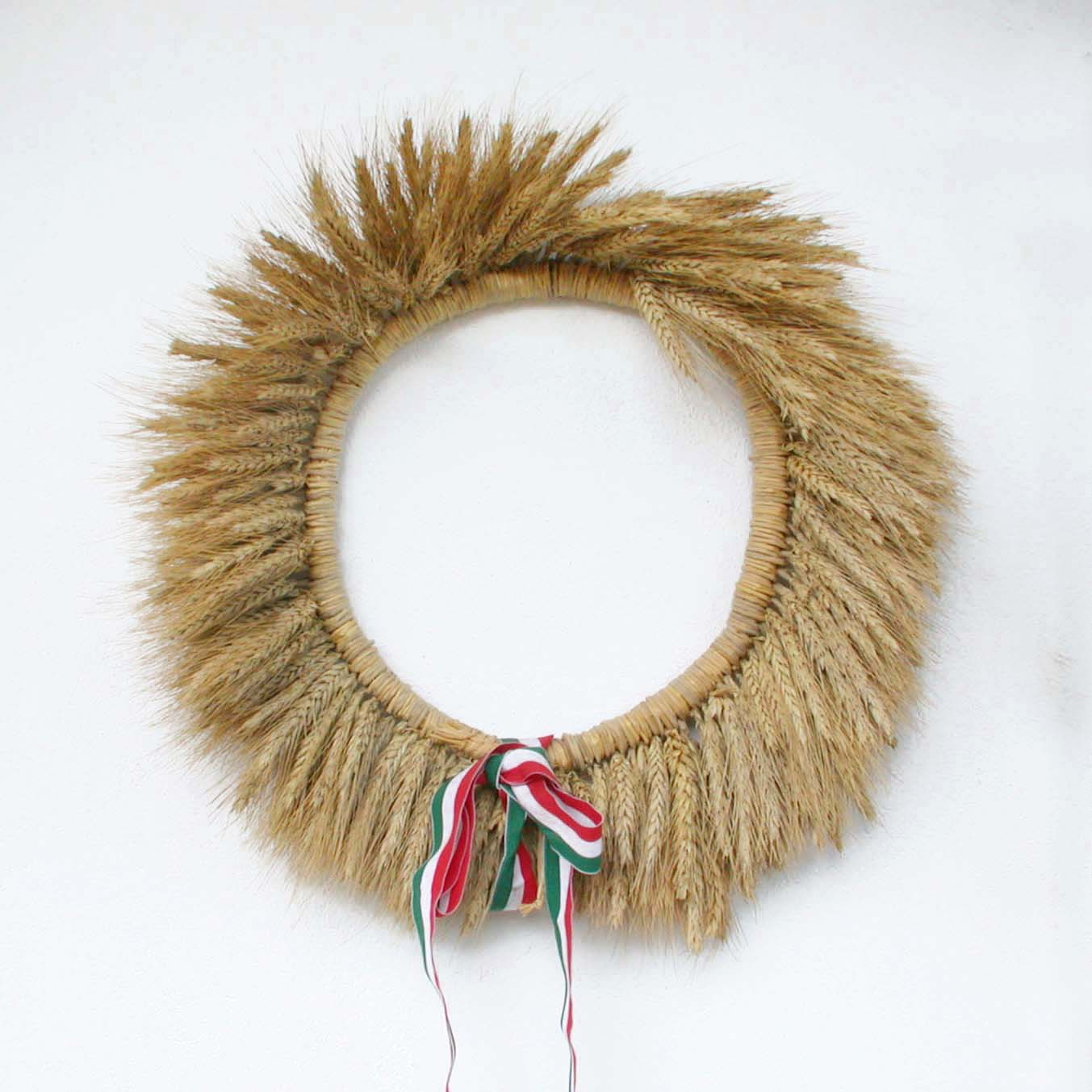
Жниварський вінок

Срібний весільний вінок

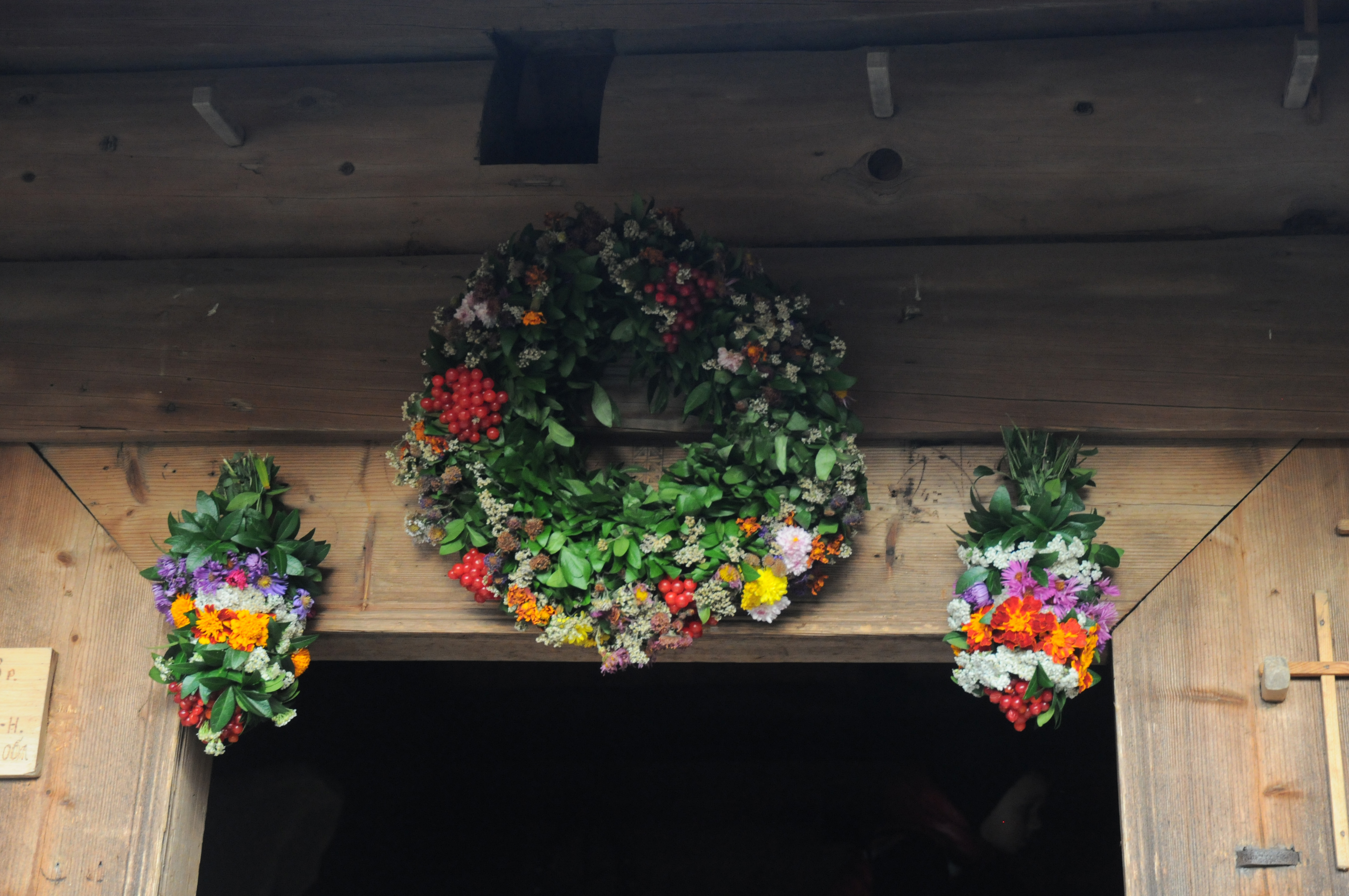
Вінок над дверима. Музей у Пирогові

Віно́к (від прасл. *věnъ — «плетінка», пов'язаного з дієсловом *viti) — кругла прикраса з листя, бадилля, гілок і квітів у вигляді обруча, що мала розмаїтий символізм у багатьох культурах. Першопочатково є солярним символом. В українській та споріднених культурах служить головним убором та оберегом. В англомовних країнах використовується здебільшого як декорація житла (особливо в період різдвяних свят).

## Історія
В античній Греції вінками нагороджували переможців музичних і спортивних змагань: на Олімпійських іграх нагородою був вінок з листя оливки, а переможців Піфійських ігор нагороджували вінком з лаврового листя. Вже в V столітті до нашої ери, вінок став загальноприйнятою ознакою перемоги.
У Римській імперії вінки вручалися як нагороди, наприклад, corona civica (вінок з дубового листя) за порятунок громадянина Риму, або corona muralis у вигляді зубчастого вінця для тих, хто під час облоги або штурму, першими ступили на ворожу міську стіну.

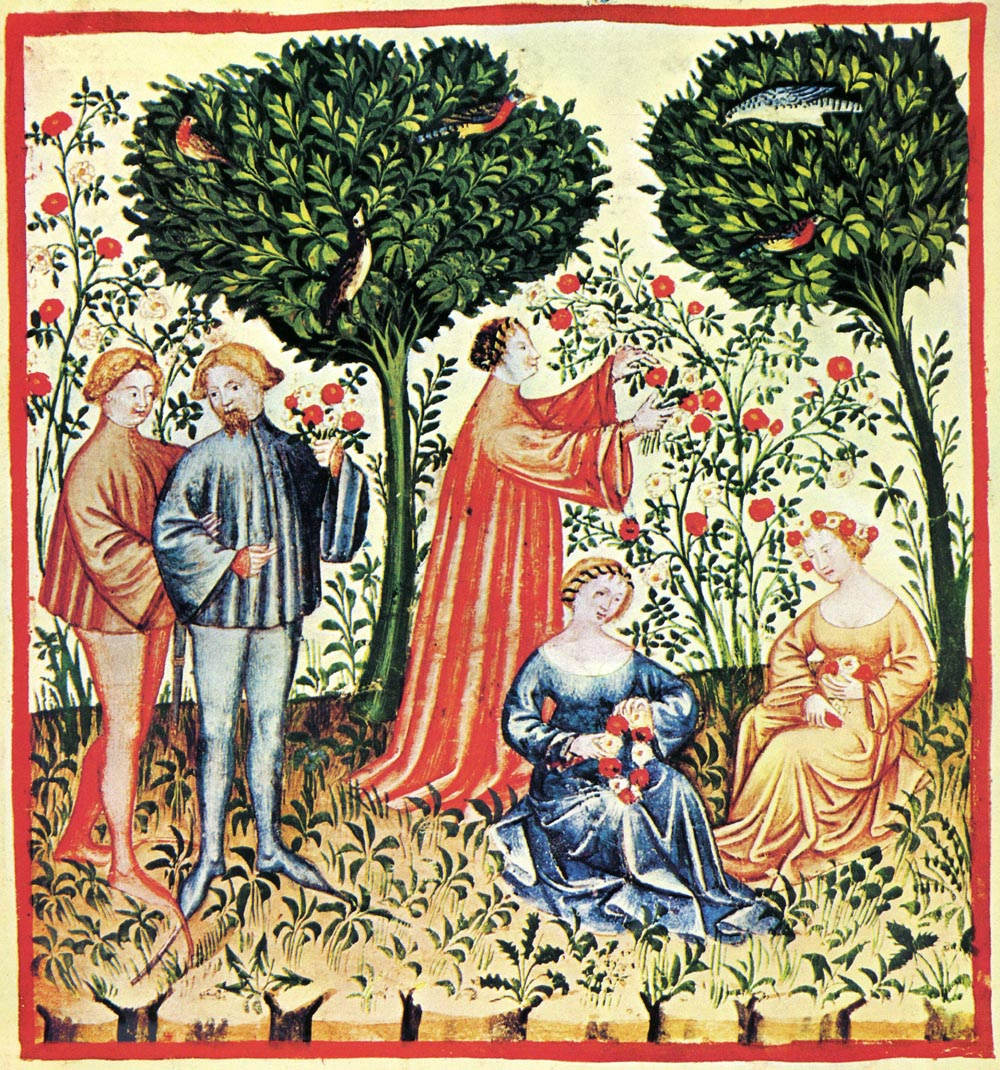
Плетіння вінків. Ілюстрація з медичного трактату XIV століття «Tacuinum Sanitatis»

Пізніше стали замінювати органічний матеріал на метал, і вінок перетворився на корону. Бувши складовою оздоблення учасників обрядів або домашніх тварин, житлових і господарських будівель, вінок часто служив оберегом від нечистої сили, пристріту. Ритуальне використання вінка пов'язане з формою кола, та поєднують його з іншими предметами які мають отвір (кільце, обруч, калач, бублик). Відома язичницька традиція — в день Івана Купала дівчата кидали вінки у воду і ворожили: «потопаючий вінок — смерть, що пливе — заміжжя».

## Вінок як головний убір

### Український вінок
Звичай вінків існував в Україні ще в часи передісторичні, як атрибут сонячного культу весни, що відбилося у купальських піснях та весільних обрядах. Дівчина у вінку ототожнювалася із висхідним сонцем.
Пізніше став загальнонародним символом жіночого дівування: втратити вінок — означало позбутися дівування, тому носити вінки могли тільки неодружені дівчата. В Україні назва вінка варіювалася залежно від етнографічного району: вєнок, чільце, лубок, коробуля, теремок, кодина, фес, корона, цвіток, квітка, косиці.
Також це була ознака слави, перемоги, святості, щастя, успіху, могутності, миру, сонця, влади, цнотливості, молодості, дівоцтва. Плетучи вінки, дівчата співали: — заплету віночок, заплету шовковий на щастя, на долю, на милого вроду!
У повному українському вінку мало бути 12 квіток: деревій, безсмертник, любисток, волошка, ромашка, цвіт вишні і яблуні, ружа, мальва, півонія, хрещатий барвінок. Деревій — символ нескореності, безсмертник — символ безсмертя людської душі, цвіт вишні і яблуні — символи материнської любові. Носили вінки цілий рік, тому за відсутності живих квітів використовувались несправжні.
Є різні види вінків: весільний, вінок кохання, клечальний, чернечий, вінок надії, відданості, розлуки. Вінок кохання мала право плести дівчина від 13 років і до шлюбу. А вінок відданості дівчина плела тоді, коли розлучалася з хлопцем і дарувала йому на прощання.
У день Івана Купала дівчата плетуть вінки, кидають у воду і по долі його ворожать: вінок, що потонув — смерть, що сплив — шлюб.

### Купальський вінок
Купальський вінок був обов'язковою складовою купальських ігрищ. Виготовлявся він зі свіжої зелені та квітів до початку святкування біля багаття.
По завершенні обряду вінок найчастіше знищували: спалювали в багатті, кидали у воду, в колодязь, закидали на дерево, відносили на цвинтар та інше. Частина вінків зберігалася, їх використовували для лікування, захисту полів від граду, відносили на городи для боротьби зі шкідниками. У східних і західних слов'ян ворожили на вінках: їх кидали в річку та за їх рухом у воді намагалися дізнатись долю; залишали вінки на добу у дворі, спостерігаючи, чий вінок зів'яне (тим загрожує нещастя); підкладали на ніч під подушку, щоб побачити віщий сон; закидали вінки на дерева: якщо вінок зачепився з першого кидка, це обіцяло дівчатам швидкий шлюб. У південній Польщі плели з польових квітів великий вінок і вішали його на верхівку спалюваного дерева: якщо вінок падав на землю не догорілим, це вважалося поганим знаком.

## Вінок поза традицією носіння

### Обжинковий вінок

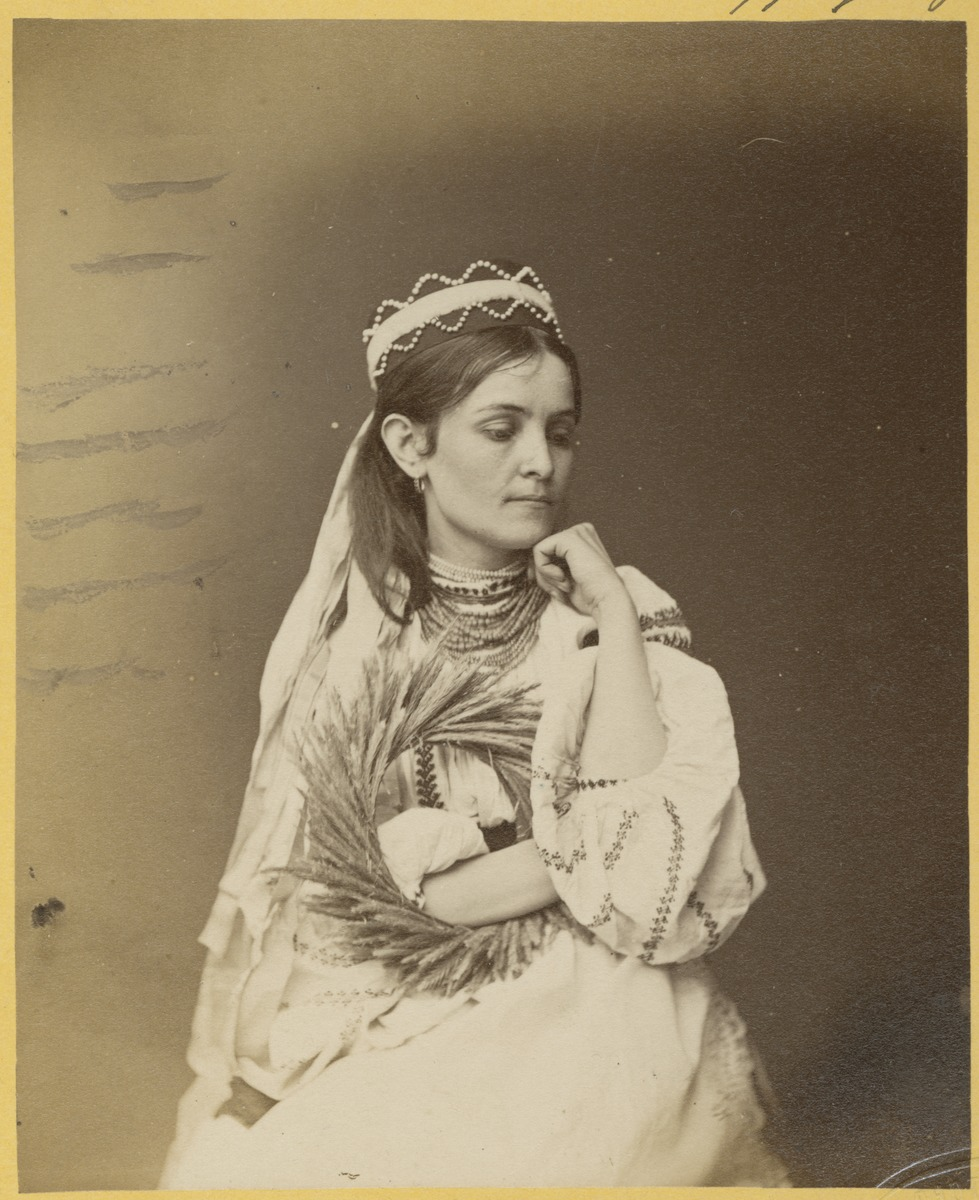
Українка в шлюбному вінку тримає в руках обжинковий вінок

Український обжинковий вінок — ритуальний предмет, який означав закінчення жнив, надавав силу зерна майбутньому. По завершенню жнив плели вінок із колосків, зібраних на стерні або з останнього снопа обжинку. Обрядовий вінок мав бути гарним і пишним, його із останнім снопом забирали з поля в будинок, де зберігали до наступних жнив (або до чергової сівби). На Чернігівщині плели один вінок із жита, а другий із пшениці. Вінки переплітали польовими квітами, маками, волошками, калиною і одягали найгарнішій дівчині — «княгині». «Княгиня» передавала вінки господарям як символ щедрого врожаю та закінчення жнив. Відомий всім слов'янам, крім росіян і болгар, у яких цю функцію виконує останній сніп.
Жниварський вінок мав різну форму. Найчастіше це звичайний круглий вінок за розміром голови. У західних слов'ян відомі вінки у вигляді корони, вівтаря, костелу, орла (у поляків), вази (у словаків), У вигляді букета, перев'язаного стрічкою з бантом (у словаків), у вигляді великої в'язанки колосся, прикріпленого до трьох сплетених з соломи ніжок (східні Мазури, Сувалки, Підляшшя), у формі маленького снопа вівса, прикрашеного квітами та яблуками (Підгір'я Ряшівського воєводства). Іноді жниварські вінки робили дуже великими (Буковина) і важкими, вагою до 2 центнерів (Сандомир), вони призначалися для господарів багатих садиб; селянські вінки завжди були меншими і скромнішими. Українці робили кілька вінків, за числом засіяних культур, у тому числі з гороху, гречки та ріпаку.

### Різдвяний вінок

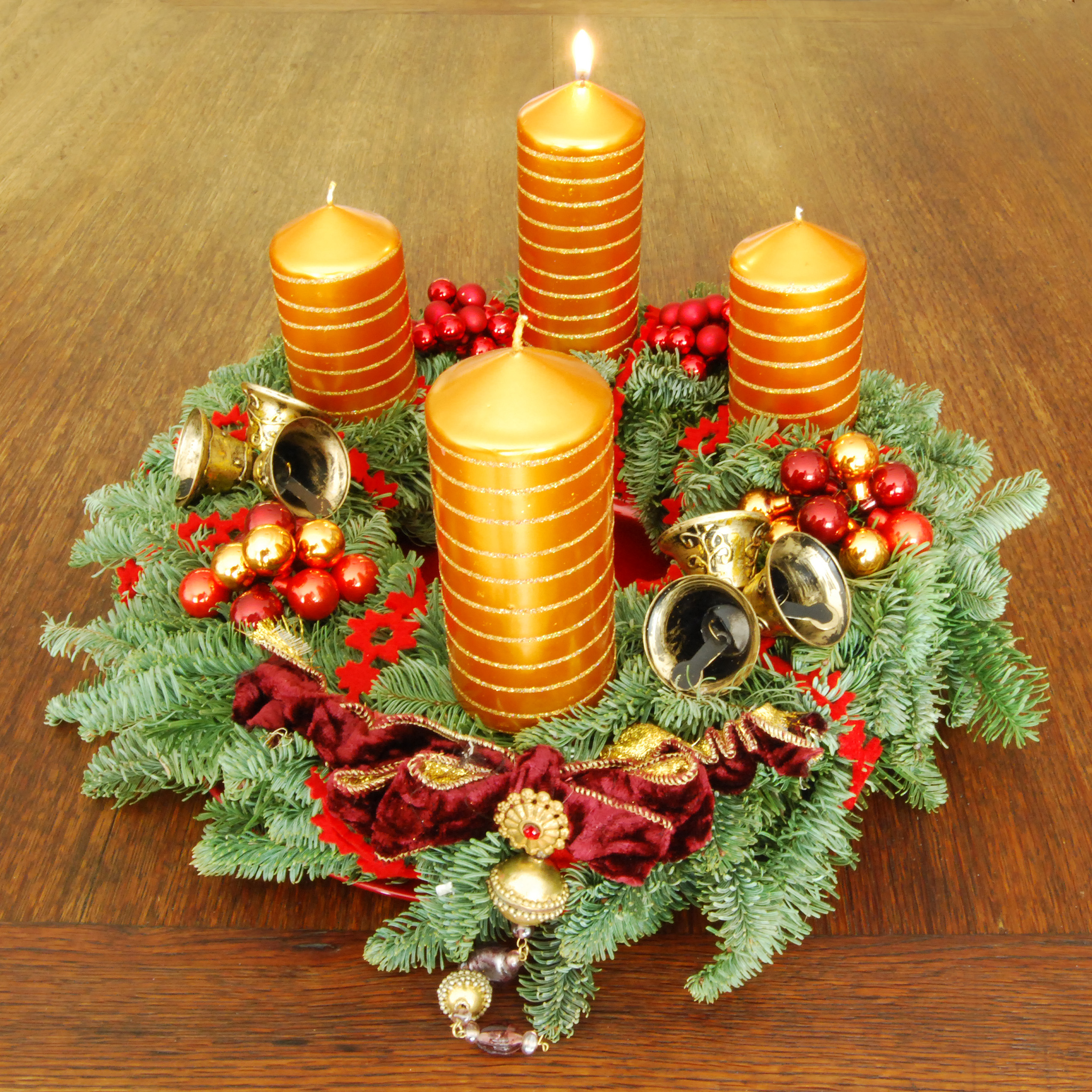
Різдвяний вінок

У багатьох країнах в передріздвяний час можна побачити різдвяний вінок — прикрасу у вигляді вінка з ялинових (чи інших вічнозелених) гілок з чотирма свічками, які закріплюють вертикально або ставлять на столи. Солярний символ безсмертного Сонця та його руху небосхилом, вінок допомагав у язичницькій культурі пережити найтемніші зимові ночі.
Різдвяний вінок був залучений до різдвяних традицій гамбурзьким, лютеранським теологом Іоганном Хінріхом Віхерном.
Різдвяний вінок з чотирма свічками ототожнюється також із земною кулею і чотирма сторонами світу. Коло символізує вічне життя, яке дарує Воскресіння, зелень — колір життя, а свічки — світло, яке освітить світ на Різдво.